# (6469) Armstrong
(6469) Armstrong (vorläufige Bezeichnung 1982 PC) ist ein Asteroid aus den inneren Regionen des Asteroidengürtels.

## Beschreibung und Bahneigenschaften
(6469) Armstrong hat einen mittleren Durchmesser von etwa 3 oder 4 Kilometern und wurde vom tschechischen Astronomen Antonín Mrkos am 14. August 1982 am Klet´-Observatorium entdeckt.
Er umkreist die Sonne in einem Abstand von 1,8 bis 2,7 Astronomischen Einheiten, einmal alle 3 Jahre und 4 Monate (1208 Tage). Sein Orbit hat eine Exzentrizität von 0,20 und eine Inklination von 3,96°.

## Namensgebung
Der Asteroid wurde anlässlich des 30. Jahrestages der Apollo-11-Mission nach dem amerikanischen Astronaut Neil Armstrong benannt, der als Erster die Oberfläche des Mondes betreten hat.
Der Name wurde von den tschechischen Astronomen Jana Tichá, Miloš Tichý und Zdeněk Moravec, die (6469) Armstrong im Jahr 1995 beobachteten, vorgeschlagen. Der Name wurde am 4. Mai 1999 angenommen.
Die Asteroiden (6470) Aldrin und (6471) Collins wurden ebenfalls nach Apollo-11-Astronauten benannt.